# Whitecloud Glacier
Whitecloud Glacier är en glaciär i Antarktis. Den ligger i Västantarktis. Argentina, Chile och Storbritannien gör anspråk på området. Whitecloud Glacier ligger 1 038 meter över havet.
Terrängen runt Whitecloud Glacier är kuperad åt sydväst, men åt nordost är den bergig. Terrängen runt Whitecloud Glacier sluttar norrut. Trakten är obefolkad. Det finns inga samhällen i närheten.